# أحمد أحمد محسن العقاري
أحمد أحمد محسن العقاري برلماني يمني، عضو في مجلس النواب، عن الدورة البرلمانية 2003-2009 والكتلة البرلمانية لنواب حزب المؤتمر الشعبي العام عن الدائرة الانتخابية رقم (286) بمحافظة عمران.